# Marooned
Marooned ist ein Instrumentalstück der britischen Band Pink Floyd. Das Stück erschien 1994 auf dem Album The Division Bell, wurde zusammen mit High Hopes als Single ausgekoppelt und gewann im Jahr 1995 einen Grammy Award.

## Entstehung
Das Instrumentalstück wurde von David Gilmour und Richard Wright geschrieben. Es entstand bei einer Jam-Session auf der Astoria Anfang 1993. Zur Erzeugung besonders hoher Gitarren-Sounds kam ein Whammy-Effektgerät zum Einsatz, das die Gitarrentöne eine Oktave höher wiedergab. In Marooned sind auch die aus dem Stück Echoes von 1971 stammenden Walgesänge zu hören, eines von mehreren Zitaten aus früheren Pink-Floyd-Kompositionen, die auf The Division Bell verwendet wurden.

## Veröffentlichung
Marooned wurde 1994 als vierter Track auf dem Album The Division Bell veröffentlicht und im gleichen Jahr als B-Seite auf der CD-Single High Hopes ausgekoppelt. Eine auf 2:02 min gekürzte Version ist auf der Kompilation Echoes: The Best of Pink Floyd enthalten.
Das Stück wurde nur drei Mal live aufgeführt: Bei den beiden Konzerten 1994 in Oslo (Norwegen) im Rahmen der Division-Bell-Tournee (eine der Aufnahmen ist Teil des Bonus-Materials auf der Pulse-Konzert-DVD) und 2004 beim The Strat Pack-Konzert anlässlich des 50. Geburtstags der Fender-Stratocaster-Gitarre, bei welchem Gilmour mit seiner Stratocaster „#0001“ auftrat.
Anlässlich des 20. Jahrestages der Veröffentlichung von The Division Bell wurde 2014 im Internet ein neu produziertes Video zu Marooned veröffentlicht. Das Video ist auch Teil der 2014 veröffentlichten The Division Bell Deluxe Box und der separat erhältlichen The Division Bell-5.1-Mix-DVD. Letztere enthalten auch von Andy Jackson produzierte 5.1-Raumklang-Abmischungen von Marooned als Audio- und Video-Versionen. Das Video wurde von Hipgnosis-Mitbegründer Aubrey Powell produziert, der für die erste Hälfte Aufnahmen aus der Internationalen Raumstation verwendete und für die zweite Hälfte im April 2014 in der ukrainischen Geisterstadt Prypjat filmte.

## Musiker
- David Gilmour – Gitarre
- Richard Wright – Kurzweil Synthesizer, Piano
- Nick Mason – Schlagzeug, Percussion

zusammen mit:
- Jon Carin – zusätzliche Keyboards
- Guy Pratt – Bass